# Martin Pflug
Martin Pflug (* 30. Oktober 1886 in Posen, Provinz Posen; † 19. Januar 1945 in Wittenberge, Prignitz) war ein deutscher Orgelbauer in Wittenberge.

## Leben
Die Eltern waren wahrscheinlich Hermann Theodor Gotthold Pflug (* 1860/61) und Anna Marie, geborene Henkel (* 1864/65) in Posen.
Martin Pflug war seit spätestens 1915 in der Prignitz tätig, wo er eine erste Orgel in Bälow baute. Möglicherweise arbeitete er eine Zeit lang beim Orgelbauer Rudolf Piper in Perleberg. Nach 1917 baute er im Auftrag der Firma Faber & Greve in einigen Kirchen der Prignitz neue Prospektpfeifen ein. Diese Aufträge wurden mit Unterlagen des verstorbenen Piper durchgeführt.
1926 legte Pflug seine Meisterprüfung ab. Danach arbeitete er in Wittenberge bis 1944. Ein Nachfolger ist nicht bekannt.

## Orgeln (Auswahl)
Martin Pflug baute einige Orgeln in der Prignitz, führte Umbauten, Reparaturen und Wartungen durch und baute nach 1917 in vielen Kirchen neue Prospektpfeifen ein. Erhalten sind die große Orgel in Wittenberge sowie die Instrumente in Bälow und Groß Warnow.
Orgelneubauten
| Jahr | Ort                | Gebäude                    | Bild | Manuale | Register | Bemerkungen |
| ---- | ------------------ | -------------------------- | ---- | ------- | -------- | --- |
| 1915 | Bälow              | Dorfkirche                 |      | I       | 6        | erste bekannte Orgel, erhalten |
| 1935 | Wittenberge        | Stadtkirche                |      | III/P   | 49       | 3022 Pfeifen, mit Teilen der Vorgängerinstruments, damals zweitgrößte Orgel in Brandenburg, elektropneumatische Trakturen, Taschenladen, 2011/12 umfassende Sanierung durch Schuke → Orgel |
| 1936 | Berlin-Wilmersdorf | Lindenkirche, Gemeindesaal |      | II/P    | 17       | wahrscheinlich ersetzt |
| 1938 | Groß Warnow        | Dorfkirche                 |      | II/P    | 12       | erhalten |
| 1939 | Barenthin          | Dorfkirche                 |      | II/P    | 11       | 1983 ersetzt |
| 1940 | Wittenberge        | Evangelischer Gemeindesaal |      | II/P    | 20       | 1992 ersetzt |

Weitere Arbeiten
| Jahr | Ort       | Gebäude      | Bild | Manuale | Register | Bemerkungen                     |
| ---- | --------- | ------------ | ---- | ------- | -------- | ------------------------------- |
| 1925 | Gadebusch | Kirche       |      | II/P    | 25       | Erweiterung                     |
| 1926 | Stüdenitz | Dorfkirche   |      | I/P     | 10       | Reparaturen, sein Meisterstück  |
| 1926 | Rühstädt  | Dorfkirche   |      | I/P     | 10       | Reparaturen an der Wagner-Orgel |
| 1928 | Wilsnack  | St. Nikolai  |      | II/P    | 18       | Umbauten                        |
| 1943 | Kemnitz   | Dorfkirche   |      | I       | 7        | Erweiterung                     |
| 1944 | Halbe     | Dankeskirche |      | II/P    | 11       | Reparaturen                     |